# Zero (film, 2018)
 (décembre 2018).
Si vous disposez d'ouvrages ou d'articles de référence ou si vous connaissez des sites web de qualité traitant du thème abordé ici, merci de compléter l'article en donnant les références utiles à sa vérifiabilité et en les liant à la section « Notes et références ».
Pour plus de détails, voir Fiche technique et Distribution.
Zero est une comédie romantique indienne en langue hindi, écrite par Himanshu Sharma et dirigée par Aanand L. Rai. Sorti le 21 décembre 2018. Le film est coproduit par Colour Yellow Productions et par Red Chillies Entertainment.
Les rôles principaux sont tenus par Shahrukh Khan, Anushka Sharma et Katrina Kaif. Khan y tient le rôle d'un nain qui cherche à se marier.
Produit sur un budget de ₹200 Crore (27 millions d'euros), Zero est le film de Khan le plus coûteux. Il a été conçu par Rai en 2012, et la préproduction a commencé en 2016. Initialement intitulé Katrina Meri Jaan, Zero est passé par de nombreux changements de titres avant d'arriver au titre final début 2018. Le tournage du film a commencé à Mumbai (Bombay) en Mai 2017, pour être conclu en 2018 à Orlando.
Le film a reçu des critiques mitigées, reconnaissant la qualité des effets spéciaux et la performance de Khan et Kalf mais critiquant l'inconsistance du scénario. Bien qu'il n'ait pas permis de récupérer son investissement, il a obtenu 7 nominations aux 64e Filmfare Awards, et obtenu la récompense pour les meilleurs effets spéciaux.

## Synopsis
Le film raconte les difficultés pour trouver une épouse de Bauua Singh, homme de petite taille de 38 ans. L'histoire débute quand il rencontre Aafiya, brillante scientifique de la NSAR (version fictive de la NASA) atteinte de paralysie cérébrale. Ils tombent amoureux et vont se marier, mais Bauua abandonne le mariage pour pouvoir rencontrer son actrice préférée, la star Babita Kumari. Celle-ci lui fera comprendre son erreur, mais Aafiya refuse de le revoir.

## Fiche technique
- Titre original : Zero
- Réalisation : Aanand L.Rai
- Scénario : Himanshu Sharma
- Musique : Ajay-Atul
- Production : Gauri Khan
- Sociétés de production : Red Chillies Entertainment Colour Yellow Entertainment
- Société de distribution : Yash Raj Films (International)
- Budget : 280 000 000 de dollars
- Pays d’origine :  Inde
- Langue originale : Hindi
- Genre : Comédie dramatique et romance
- Dates de sortie :
  - Inde : 21 décembre 2018

## Acteurs
- Shahrukh Khan : Bauua Singh[2]
- Anushka Sharma : Aafia Yusufzai Bhinder[3]
- Katrina Kaif : Babita Kumari[4],[5]
- Abhay Deol : le petit ami de Babita[6]
- R. Madhavan[7]
- Tigmanshu Dhulia : père de Bauua[8]
- Sheeba Chaddha : Beena Singh
- Brijendra Kala : un agent matrimonial[9]
- Mohammed Zeeshan Ayyub[10] dans le rôle de Guddu Singh
- Javed Jaffrey (en) (Voix off lors d'une compétition de danse)

### Apparitions spéciales
- Salman Khan[11]
- Kajol[12]
- Rani Mukherjee[13]
- Sridevi[12]
- Alia Bhatt[12]
- Karisma Kapoor[12]
- Juhi Chawla
- Deepika Padukone[12]
- Ganesh Acharya[14]
- Remo D'Souza[14]

## Musique
Albums
Thugs of Hindostan
(2018) Super 30
(2019)
La Bande-son du film a été composée et produite par Ajay−Atulsur des paroles écrites par Irshad Kamil et Mayur Puri.
| 1. | Mere Naam Tu | Abhay Jodhpurkar              | 5:39 |
| 2. | Issaqbaazi   | Sukhwinder Singh, Divya Kumar | 5:20 |
| 3. | Husn Parcham | Bhoomi Trivedi, Raja Kumari   | 3:06 |